# Cristian Bușoi
Cristian Silviu Bușoi (ur. 1 marca 1978 w Drobeta-Turnu Severin) – rumuński polityk i lekarz, były poseł, deputowany do Parlamentu Europejskiego VI, VII, VIII i IX kadencji.

## Życiorys
Ukończył w 2003 studia medyczne na Universitatea de Medicină și Farmacie „Carol Davila” w Bukareszcie, a cztery lata później studia prawnicze na Universitatea Titu Maiorescu. Pracował jako lekarz i wykładowca akademicki.
Od 1999 do 2002 stał na czele stowarzyszenia młodzieżowego w swoim rodzinnym mieście, następnie do 2005 kierował Liberalnymi Klubami Studenckimi. W 2004 był radnym Bukaresztu. W tym samym roku z listy Partii Narodowo-Liberalnej został posłem do Izby Deputowanych, w której zasiadał przez trzy lata. W 2005 objął stanowisko sekretarza PNL ds. międzynarodowych.
1 stycznia 2007 objął mandat eurodeputowanego, utrzymał go w wyborach w tym samym roku. W wyborach w 2009 skutecznie ubiegał się o reelekcję. W VII kadencji przystąpił do grupy Porozumienia Liberałów i Demokratów na rzecz Europy oraz do Komisji Rynku Wewnętrznego i Ochrony Konsumentów.
W 2013 złożył mandat w związku z objęciem urzędu prezesa rządowego zakładu ubezpieczeń zdrowotnych (CNAS). W wyniku wyborów w 2014 powrócił do Europarlamentu. W 2019 został wybrany na kolejną kadencję PE.